# Parques da cidade do Rio de Janeiro
Parques da cidade do Rio de Janeiro é a designação genérica de todas as APAs: "áreas de proteção ambiental" da cidade como bosques, jardins, parques e reservas ecológicas, além das florestas Parque Nacional da Tijuca, o Parque Estadual da Pedra Branca. A cidade guarda alguns parques; quase todos administrados pela autarquia "Fundação Parques e Jardins", vinculada a Secretaria de Meio Ambiente da Prefeitura. Entre eles está o Jardim Botânico mais antigo do Brasil.

## Parques

### Zona Sul
|  | Nome                                          | Tamanho (ha) | Inauguração | Tipo    |
|  | --------------------------------------------- | ------------ | ----------- | ------- |
|  | Aterro do Flamengo                            | 120          | 1965        | Público |
|  | Parque Eduardo Guinle                         | 2,48         | 1920        | Público |
|  | Parque da Cidade                              | 47           | 1957        | Público |
|  | Parque Estadual da Chacrinha                  | 13           | 1984        | Público |
|  | Parque Garota de Ipanema                      | 2,58         | 1968        | Público |
|  | Parque Lage                                   | 52           | -           | Público |
|  | Parque Natural Municipal Penhasco Dois Irmãos | 39,55        | 1992        | Público |
|  | Parque Natural Municipal Da Catacumba         | 31           | 1979        | Público |
|  | Parque Do Cantagalo                           | 1,4          | 2012        | Público |
|  | Parque Dos Patins                             | 1,2          | 1995        | Público |

### Zona Oeste
|  | Nome                             | Tamanho (ha) | Inauguração | Tipo                   |
|  | -------------------------------- | ------------ | ----------- | ---------------------- |
|  | Bosque da Barra                  | 50           |             | Unidade de conservação |
|  | Bosque da Freguesia              | 30,3         |             | Unidade de conservação |
|  | Parque Ecológico Chico Mendes    | 43           | 1989        | Público                |
|  | Parque Estadual da Pedra Branca  | 12492        | 1984        | Unidade de conservação |
|  | Reserva de Marapendi             | 247          | -           | Público                |
|  | Parque Realengo Susana Naspolini | 7,6          | 2024        | Público                |
|  | Parque Rita Lee                  | 13,6         | 2024        | Público                |
|  | Parque Oeste                     | 23,4         | 2024        | Público                |

### Zona Norte
|  | Nome                               | Tamanho (ha) | Inauguração | Tipo                   |
|  | ---------------------------------- | ------------ | ----------- | ---------------------- |
|  | Parque Estadual do Grajaú          | 55           | 1978        | Unidade de conservação |
|  | Parque Madureira                   | 10,3         | 2012        | Público                |
|  | Parque Nacional da Tijuca          | 3958,47      | 1961        | Unidade de conservação |
|  | Parque Marcello de Ipanema         | 13           | 1995        | Público                |
|  | Parque Recanto do Trovador         | -            | 2011        | Público                |
|  | Parque Ambiental da Praia de Ramos | -            | 2001        | Público                |
|  | Parque Carioca Pavuna              | 1,7          | 2024        | Público                |
|  | Parque Orlando Leite               | 2,7          | 1982        | Público                |
|  | Parque Ari Barroso                 | 5            | 1964        | Público                |

### Zona Central
|  | Nome                | Tamanho (ha) | Inauguração | Tipo    |
|  | ------------------- | ------------ | ----------- | ------- |
|  | Quinta da Boa Vista | 155          | 1905        | Público |
|  | Passeio Público     | 52           | 1783        | Público |
|  | Campo de Santana    | -            | 1880        | Público |
|  | Parque das Ruínas   | -            | 1997        | Público |